# Chińskie Tajpej na Letnich Igrzyskach Olimpijskich 1992
Chińskie Tajpej na Letnich Igrzyskach Olimpijskich 1992 reprezentowało 31 zawodników: 23 mężczyzn i 8 kobiety. Był to 8 start reprezentacji Tajpej na letnich igrzyskach olimpijskich.

## Zdobyte medale
| Medal  | Zawodnik | Dyscyplina | Konkurencja      | Rezultat                            |
| ------ | --- | ---------- | ---------------- | ----------------------------------- |
| Srebro | Chang Cheng-hsien, Chang Wen-chung, Chang Yaw-teing, Chen Chi-hsin, Chen Wei-chen, Chiang Tai-chuan, Huang Chung-yi, Huang Wen-po, Jong Yeu-jeng, Ku Kuo-chian, Kuo Lee Chien-fu, Liao Ming-hsiung, Lin Chao-huang, Lin Kun-han, Lo Chen-jung, Lo Kuo-chung, Pai Kun-hong, Tsai Ming-hung, Wang Kuang-shih, Wu Shih-hsin | Baseball   | turniej mężczyzn | w finale ulegli zespołowi Kuby 1:11 |

## Skład kadry

### Baseball
Mężczyźni
- Chang Cheng-hsien, Chang Wen-chung, Chang Yaw-teing, Chen Chi-hsin, Chen Wei-chen, Chiang Tai-chuan, Huang Chung-yi, Huang Wen-po, Jong Yeu-jeng, Ku Kuo-chian, Kuo Lee Chien-fu, Liao Ming-hsiung, Lin Chao-huang, Lin Kun-han, Lo Chen-jung, Lo Kuo-chung, Pai Kun-hong, Tsai Ming-hung, Wang Kuang-shih, Wu Shih-hsin – 2. miejsce

### Judo
Kobiety
- Huang Yu-shin waga do 48 kg – 20. miejsce,
- Wu Mei-ling waga do 66 kg – 13. miejsce,

### Kolarstwo
Mężczyźni
- Weng Yu-yi

kolarstwo szosowe – wyścig ze startu wspólnego – nie ukończył wyścigu,
kolarstwo torowe – wyścig na 4000 m na dochodzenie – 23. miejsce,
kolarstwo torowe – wyścig punktowy – odpadł w eliminacjach,

### Lekkoatletyka
Kobiety
- Wang Huei-chen

bieg na 100 m – odpadła w ćwierćfinale,
bieg na 200 m – odpadła w ćwierćfinale,
- Ma Chun-ping – siedmiobój – nie ukończyła konkurencji,

### Łucznictwo
Kobiety
- Lai Fang-mei – indywidualnie – 7. miejsce,
- Lin Yi-yin – indywidualnie – 12. miejsce,
- Liu Pi-yu – indywidualnie – 51. miejsce,
- Lai Fang-mei, Lin Yi-yin, Liu Pi-yu – drużynowo – 11. miejsce,

### Podnoszenie ciężarów
Mężczyźni
- Lin Tzu-yao – waga do 56 kg – 16. miejsce,

### Strzelectwo
Kobiety
- Chen Sheu-shya – pistolet pneumatyczny 10 m – 35. miejsce,

Mężczyźni
- Tu Tsai-hsing

pistolet pneumatyczny 10 m – 39. miejsce,
pistolet dowolny 50 m – 11. miejsce,